# Boris Christoff
Borís Khrístov, conegut habitualment a Occident com a Boris Christoff, búlgar: Борис Кирилов Христов Borís Kírilov Khrístov AFI [bɔˈris ˈkirilɔf ˈxristɔf];(Plòvdiv, Bulgària, 18 de maig de 1914 - Roma, Itàlia, 28 de juny de 1993), fou un baix búlgar, un dels grans baixos del segle xx pertanyents a la tradició eslava per molts considerat el successor de Fiódor Xaliapin, Fiódor Stravinski, Lev Sibiriakov, Vladimir Kastorski i Alexander Kipnis.

## Biografia

### Primers anys
Va néixer a Plòvdiv el 18 de maig de 1914 dels pares Kyryl Christov i Rayna Teodorova. El seu avi Hristo Sovichanov havia estat un famós cantor a Bítola (aleshores a l'Imperi Otomà). On cantava a l'església exarquista búlgara, durant el servei molts altres creients (turcs, jueus) es van reunir davant de l'entrada de l'església per escoltar-lo. Sent també un revolucionari búlgar, així com el seu fill Kyryl, després de la derrota de l’aixecament d'Ilinden-Preobrazhenie, es van traslladar a Bulgària. Els tres fills d'Hristo eren bons cantants, Kyryl (el pare de Boris Christoff) era tenor, cantava en cors seculars i de l'església, també cantava per a Ràdio Sofia i per a l'Institut de Música de l'Acadèmia Búlgara de les Ciències.
Boris Christoff va demostrar aviat el seu talent per a cantar i va cantar al cor de la catedral de Sant Alexandre Nevski, Sofia i al cor Gusla. El 1938 es va llicenciar en dret i va començar la carrera de magistrat. Va continuar cantant en el seu temps lliure a la Coral Gusla de Sofia, aconseguint un enorme èxit com a cor solista el 1940. Gràcies a una subvenció del govern, Christoff va marxar el maig de 1942 cap a Itàlia, on va ser tutoritzat durant dos anys en el repertori bàsic de baix italià pel gran baríton d'una generació anterior, Riccardo Stracciari.

### Carrera
Va estudiar Dret i es va graduar prosseguint la seva afició per cantar en cors.
Després d'actuar en recitals a Àustria el 1944 va ser obligat pels nazis a enrolar-se en les seves files però com que es va negar va ser internat en un camp de presoners prop de Feldkirch. En va ser alliberat el maig de 1945 per les tropes franceses. El coronel comandant, havent sentit el seu cant, el va ajudar a anar a Itàlia. Més tard, Boris Hristov va fer tots els esforços per trobar aquesta persona (Va ser el meu salvador!), però sense èxit. Arribat l'alliberament i final de la guerra el 1945 va fer el seu debut a l'Acadèmia de Santa Cecília romana en recital i a Reggio Calabria, i va estar dedicat a la música búlgara i russa. Christoff va fer el seu debut operístic com a Colline a La Bohème a Reggio de Calàbria el 12 de març de 1946.
Es van succeir debuts a La Scala (on hi cantà el 1947 el Pimen de Borís Godunov), La Fenice (a Tristany i Isolda amb Maria Callas dirigit per Tullio Serafin, Roma, a Florència (a I vespri siciliani amb Maria Callas dirigits per Erich Kleiber), Covent Garden, Liceu de Barcelona (Borís Godunov, 1952), Nàpols (com a Oroveso amb Maria Caniglia), Verona (Lohengrin amb Renata Tebaldi), Trieste, Teatro Massimo de Palerm, Cagliari, Lisboa, Rio de Janeiro (Norma amb Maria Callas, 1952), Bolonya, Berna, Vicenza, Modena, París, Niça i el Teatro Colón de Buenos Aires el 1956 com Borís Godunov i Mefistofele. A La Scala va cantar, entre d'altres, Un Rèquiem alemany amb Victòria dels Àngels, Faust amb Elisabeth Schwarzkopf, la Missa Solemnis, la Missa en do menor de Bach, el Rèquiem de Verdi, Mosè in Egitto de Rossini i tota la seva galeria de grans personatges.
El 1950 va ser convidat a cantar al Metropolitan Opera de Nova York, però se li va negar l'entrada als EUA com a conseqüència de la Llei d'immigració McCarran, que prohibia l'entrada al país als ciutadans dels països del bloc oriental. En canvi, el paper va ser ocupat pel jove baix italià Cesare Siepi. Després de les restriccions, Christoff va fer un debut operístic als Estats Units el 1956 a l'Òpera de San Francisco. Va rebutjar més invitacions al Metropolitan i no hi va aparèixer mai. Després d'una breu absència de l'escena a causa d'una cirurgia de tumor cerebral el 1964, Christoff va reprendre la seva carrera.
Va actuar a l'Òpera Lírica de Chicago però mai no va cantar al gran teatre novaiorquès on Rudolf Bing havia volgut inaugurar la seva gestió de director general amb Don Carlo amb Christoff com a Filippo II. Va cantar al Carnegie Hall i va tornar a Chicago el 1963 i Boston el 1966. El 1958 va participar en la històrica producció de Don Carlo a Londres dirigida per Luchino Visconti amb Gré Brouwenstijn, Fedora Barbieri, Jon Vickers i Tito Gobbi que a més va ser el seu cunyat i amb qui va tenir seriosos altercats. El 1962 va actuar a l'Òpera de l'Estat de Viena com a Filippo II i va acompanyar a Sena Jurinac, Giulietta Simionato, Flaviano Labo, Eberhard Wächter i Hans Hotter.
El 1964 va ser operat d'un tumor cerebral, i va reprendre la seva carrera un any després. El 1967 li va ser permès entrar a Bulgària per al funeral de la seva mare.

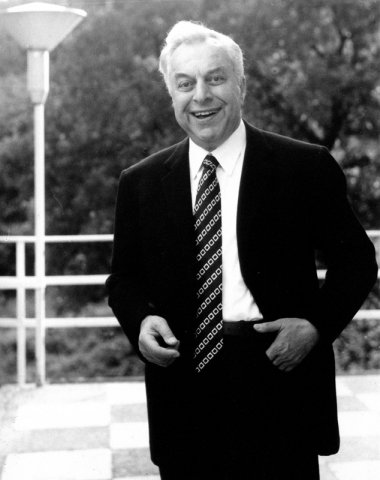
Boris Christoff a Stara Zagora, Bulgària, 1985

A la dècada del 1970, les actuacions de Christoff a l'escenari es van fer més infreqüents. A la catedral de Sant Alexandre Nevski de Sofia va gravar cants religiosos búlgars i russos, juntament amb el cor de la catedral i el director Angel Popkonstantinov. Boris Christoff va participar activament en el mateix treball de creació del disc. L'any 1978, va tornar a gravar a la mateixa catedral Liturgia Domestica d’Aleksandr Gretxanínov, amb la participació de la capella del cor búlgar Svetoslav Obretenov i un petit conjunt de cordes de l'Orquestra Simfònica de la ràdio búlgara i el director Georgi Robev. Es tracta del primer enregistrament al món de la Litúrgia Domèstica, i per primera vegada s'inclou una orquestra en la seva actuació, encara que petita.
Durant la dècada dels anys setanta, molt minvat en capacitat, va continuar actuant com Atila i Boris i el 1977 a Roma com Enric VIII a Anna Bolena de Donizetti amb Leyla Gencer. Les seves actuacions van ser cada vegada més esporàdiques i la seva última aparició va ser a l'Accademia di Bulgaria a Roma el 1986.
Va morir a Roma el 28 de juny del 1993. El seu cos va ser vetllat a la catedral Alexandre Nevski i va ser enterrat a la secció 46 del cementiri central de Sofia. on va rebre un funeral amb honors d'estat tot i que no havia tornat a cantar al seu país des del 1945.

## Veu, repertori, personatge
Boris Christoff tenia una veu excel·lent amb un to fosc característic. Tot i que no era tan gran com altres veus de baix, no va tenir problemes per tenir impacte en grans espais com l'Òpera de San Francisco. A causa de la seva presència escènica i temperament dramàtic, va ser un digne hereu de la gran tradició dels baixos eslaus exemplificada per Fiódor Stravinski, Lev Sibiriakov, Vladimir Kastorsky, Feodor Chaliapin, Alexander Kipnis i Mark Reizen, entre d'altres. Va cantar sobretot en el repertori de Verdi i rus, i també va ser un refinat intèrpret de música de cambra vocal. Entre els seus papers més famosos es trobaven els del tsar Boris (Mússorgski - Boris Godunov), Felip II (Verdi - Don Carlos), Mefistòfil (Gounod - Faust i Boito - Mefistofele), Ivan Susanin (Glinka - Una vida pel tsar), Zaccaria. (Verdi - Nabucco), Tsar Ivan (Nikolai Rimski-Kórsakov - Ivan el Terrible), Dosifei (Mussorgsky - Khovànsxina), Gomez da Silva (Verdi - Ernani), Fiesco (Verdi - Simon Boccanegra), Attila (Verdi - Attila), Pare Guardiano (Verdi - La forza del destino), Galitzky i Kontchak (Borodin - Kniaz' Igor) i altres.
Christoff va fer enregistraments d'estudi de vuit òperes (Don Carlo, Boris Godunov i Faust dues vegades cadascun) i nombrosos enregistraments en directe (espectacles de ràdio o escènics). Va ser molt admirat com a cantant i va gravar més de 200 cançons russes de Mussorgski (va ser el primer a gravar les seves 63 cançons), Txaikovski, Rimski-Korsakov, Glinka, Borodin, Cui, Balakirev i també tradicionals. cançons, la majoria amb acompanyament de piano.
Va fer la tradició dels enregistraments d'estudi de Boris Godunov amb el mateix baix cantant tres papers (Boris, Varlaam, Pimen). L'any 1952 va participar en l'enregistrament molt conegut d'aquesta òpera a París, on a proposta del director d'orquestra Issay Dobrowen va interpretar els tres papers de baix —Boris Godunov, Varlaam i Pimen— tres papers molt diversos, que va distingir de manera característica i, segons el musicòleg Marcel Clavery, la seva única característica comuna era la bellesa del timbre del cantant. L'enregistrament va portar a Boris Hristov el seu primer gran premi: el gran premi internacional per a un disc de gramòfon (1953). El 1963 va ser convidat per segona vegada a gravar Boris Godunov a París, interpretant de nou els tres papers de baix. Em va proposar que el cor de l’Òpera de Sofia també fos convidat. Un representant de l'EMI va ser enviat a una audició a Sofia, convençut del judici de Boris Hristov, i així el cor va participar en l'enregistrament dirigit per André Cluytens, anomenat triomfal.
Mentre era un gran intèrpret a l'escenari, Christoff va tenir relacions difícils fora de l'escenari amb uns quants companys cantants i productors, que de vegades es van convertir en escàndols públics. El 1955 es va barallar amb Maria Callas durant les representacions de Medea a l'Òpera de Roma. El 1961 el seu contracte amb La Scala va ser rescindit després d'un conflicte obert amb el seu també búlgar Nicolai Ghiaurov. De fet, Boris Christoff va obrir el camí als cantants búlgars Nikolay Ghiaurov i Dimitar Uzunov a La Scala; és tot el seu mèrit atraure'ls com a socis a Boris Godunov. L'ambiciós Ghiaurov, el germà del qual Kostadin Ghiaurov era un alt funcionari del Partit Comunista Búlgar, va començar a pronunciar-se contra ell i anomenar-lo feixista, i Boris Christoff el va culpar de col·laborar amb el règim comunista búlgar. L'odi del règim comunista cap a Christoff, a qui ni tan sols se li va permetre anar a Bulgària per al funeral del seu pare, va empènyer Ghiaurov encara més a la rivalitat amb Christoff. Herbert von Karajan va intentar que Boris Christoff cantés el paper principal a Don Giovanni, cosa que hauria estat inadequada per a la seva gamma; això el va impulsar a trencar les relacions amb von Karajan.
Era cunyat del baríton italià Tito Gobbi.

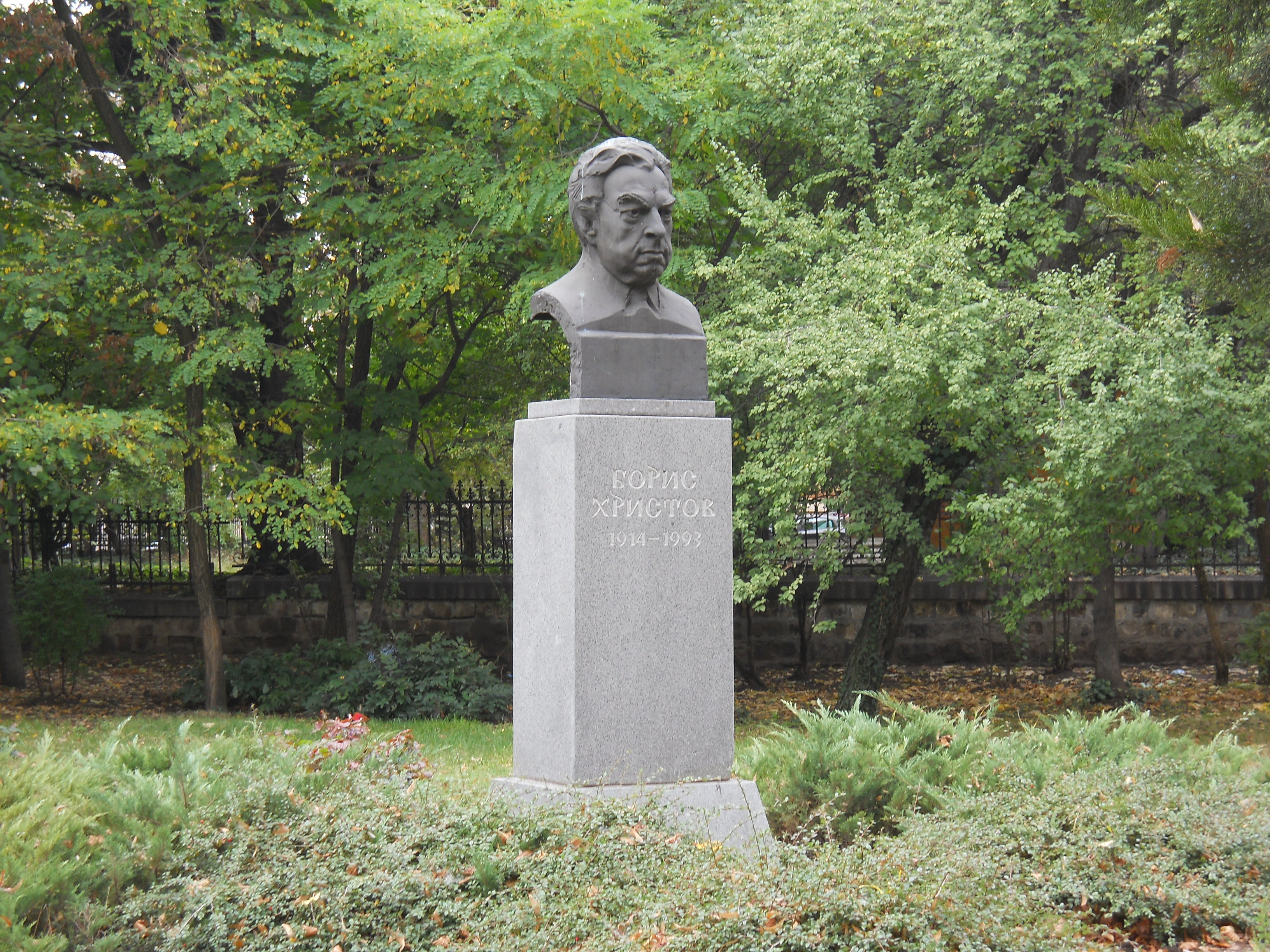
Un monument de Boris Christoff a prop de la catedral d'Alexander Nevsky a Sofia, Bulgària

## Enregistraments
Hi ha moltes gravacions disponibles. La llista següent conté només uns quants.
- Les seves cançons completes de Mussorgsky estan disponibles, produïdes per EMI.
- Va gravar el Rèquiem de Verdi 3 vegades, una vegada amb Tullio Serafin a Roma 1959, una altra amb Herbert von Karajan i una altra amb Bruno Bartoletti.
- Hi ha dos enregistraments de Borís Godunov disponibles amb Christoff cantant tres papers: Boris, Pimen i Father Varlaam.
- Hi ha dues actuacions en els principals papers de Wagner, ambdues cantades en italià: Gurnemanz a Parsifal dirigida a Roma 1950 per Vittorio Gui, i Pogner l'orfebre a Die Meistersinger von Nürnberg, dirigida (estudi) per Lovro von Matačić a Torí 1962.
- Lugano Recital 1976 [DVD]

## Premis

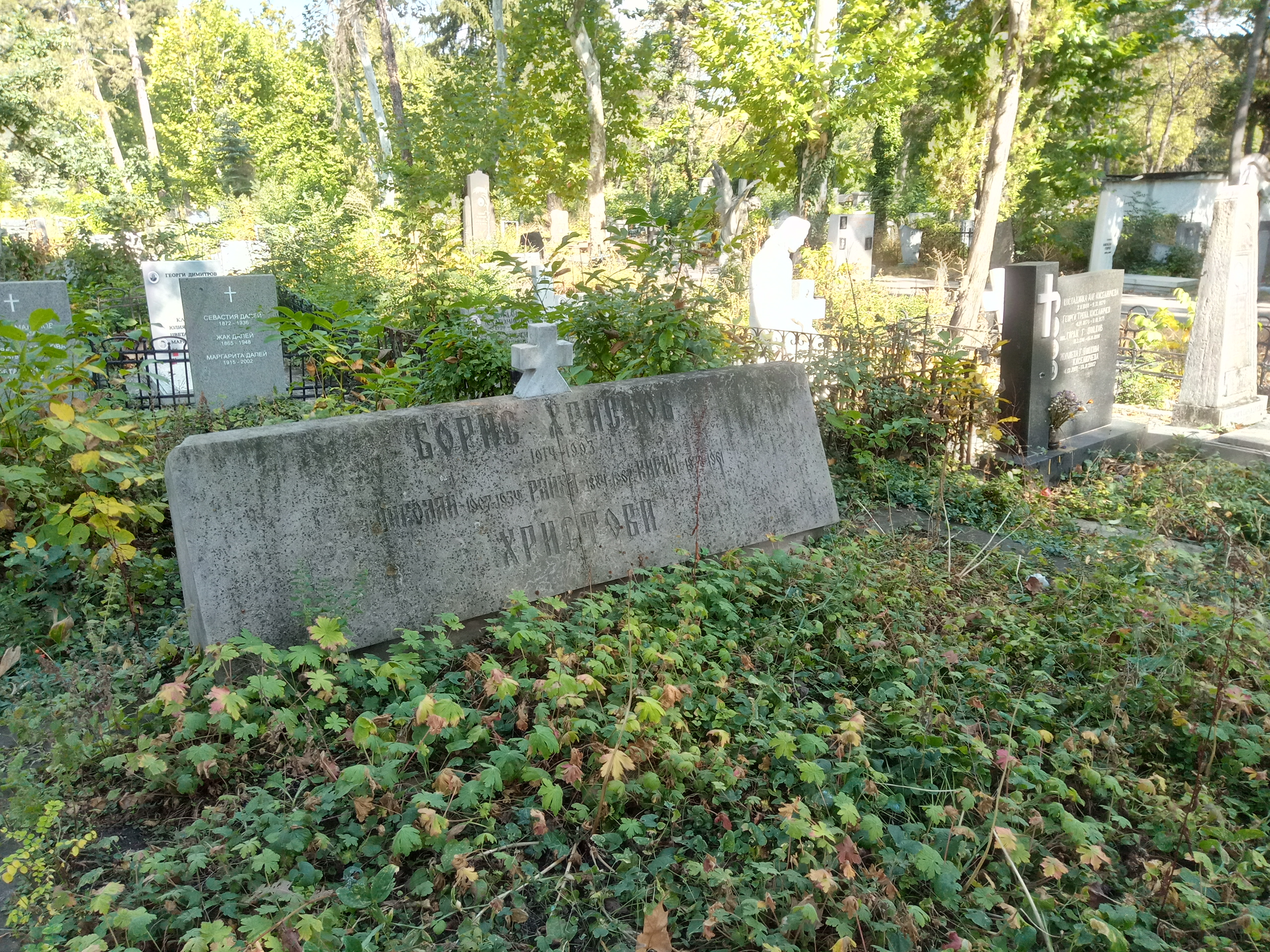
La tomba de Boris Christoff i els seus pares al cementiri central de Sofia (

Comendatore della Repubblica italiana
- Artista popular de Bulgària[25]
- Doctor honoris causa de l'Òpera de París[25]
- Comandante dos Cavaleiros dos Santos Apóstolos Pedro e Paulo (Brasil)[25]

Boris Christov ha rebut nombrosos premis musicals, com ara el Grand Prix du Disque (1953), el màxim premi internacional de l'Acadèmia Francesa d'Enregistraments de Gramòfons, Academie du Disque Français (1953, 1957), Academie Charles Cros (1953)., 1954, 1955, 1956, 1957, 1958), Premi Edison (1964), Premi Sonning (1969; Dinamarca) i altres.

## Honors
- Un penya-segat rocós que forma Aytos Point a la costa de l'estret de Bransfield, a l'est de l'illa Livingston, l'Antàrtida porta el seu nom. Ok[28]